# Nelson Vivas
Nelson David Vivas, född 18 oktober 1969, är en argentinsk före detta fotbollsspelare som oftast spelade som högerback. Han är assisterande tränare för Atletico Madrid.

## Karriär
Nelson Vivas gjorde sin A-lags debut för Quilmes 10 september 1991 i en match mot Newell's Old Boys. Efter tre säsonger gick han till storklubben Boca Juniors där han spelade 86 matcher fram till 1997.
Liksom många andra sydamerikanska fotbollsspelare försvann Vivas till Europa, när han blev utlånad till Lugano. Där spelade han bara tio ligamatcher innan han skrev på för Arsenal i Premier League. I Arsenal så agerade han främst som backup till ytterbackarna Lee Dixon och Nigel Winterburn. Under sin första säsong gjorde Vivas bara 18 matcher från start. Hans första och enda mål för Arsenal kom mot Derby County i ligacupen.
Under andra halvan av säsongen 1999/2000 lånades Vivas ut till spanska Celta Vigo. När han senare kom tillbaka till England så hade Arsenal värvat både Oleg Luzhny och Sylvinho vilket gjorde att Vivas återigen fick agera inhoppare. Totalt så spelade han 69 matcher för Arsenal, varav 40 som inhoppare, innan han lämnade sommaren 2001 för Inter. Även i Inter hade Vivas svårt att ta sig in i startelvan och efter två säsonger så flyttade han tillbaka till Argentina när han skrev på för River Plate.
Efter bara en säsong i River Plate så flyttade Vivas tillbaka till Quilmes, där han avslutade sin karriär.